# Groß-Bieberau
Groß-Bieberau is een gemeente in de Duitse deelstaat Hessen, gelegen in de Landkreis Darmstadt-Dieburg. De stad telt 4.677 inwoners.

## Geografie
Groß-Bieberau heeft een oppervlakte van 18,27 km² en ligt in het centrum van Duitsland, iets ten westen van het geografisch middelpunt.
Alsbach-Hähnlein ·
Babenhausen ·
Bickenbach ·
Dieburg ·
Eppertshausen ·
Erzhausen ·
Fischbachtal ·
Griesheim ·
Groß-Bieberau ·
Groß-Umstadt ·
Groß-Zimmern ·
Messel ·
Modautal ·
Mühltal ·
Münster ·
Ober-Ramstadt ·
Otzberg ·
Pfungstadt ·
Reinheim ·
Roßdorf ·
Schaafheim ·
Seeheim-Jugenheim ·
Weiterstadt